# Фортуни, Поль
Поль Фортуни Аубареда (исп. Pol Fortuny Aubareda; род. 11 марта 2005, Таррагона) — испанский футболист, полузащитник клуба «Реал Мадрид».

## Клубная карьера
Фортуни — воспитанник клубов «Торредембарра», «Реус Депортиу», «Эспаньол» и «Реал Мадрид». 1 мая 2024 года в поединке против дублёров «Леганеса» игрок дебютировал за третий состав последних в Третьем дивизионе Испании.

## Международная карьера
В 2022 году в составе юношеской сборной Испании Фортуни принял участие в юношеском чемпионате Европы в Израиле. На турнире он сыграл в матчах против команд Турции, Бельгии, Сербии, Португалии.
В 2024 году в составе юношеской сборной Испании Фортуни принял участие в юношеском чемпионате Европы в Северной Ирландии. На турнире он сыграл в матчах против сборных Дании, Турции, Италии и Франции. В поединке против итальянцев Поль забил гол.

## Достижения
Сборная Испании (до 19 лет)
- Победитель чемпионата Европы (до 19 лет): 2024